# 청년문화포럼
청년문화포럼(Youth Culture Forum)은 대한민국의 21세기 新 문화운동을 추구하는 비영리 민간단체이다. 2016년 1월 15일 창립되었으며 초대 회장은 前 프로게이머 출신 황희두다. '청년이 청년을 돕는다'는 슬로건을 기반으로 전공 및 전문영역별 분과 위원회를 운영하며 다양한 문화 활동을 추진하였다. 2017년 8월 20일 기준으로 회원수는 190명에 달했으나, 내부 분열 및 세대 교체의 불안정성 등의 원인으로 2020년 해산하였다.

## 조직
- 회장
  - 상임부회장
  - 부회장
- 의장단
- 분과위원회
- 재능기부위원회
- 사무국

## 활동
- 청년문화포럼 컬쳐쇼
- 투표 장려 캠페인
- 노란 목도리 캠페인
- 북트로 캠페인
- 포럼 골든벨
- ADRF와 함께하는 해외봉사 프로젝트

#### 서울시 청년수당 지지 캠페인
제5회 컬쳐쇼 2부 행사에서 청년문화포럼 청년들은 박원순 서울시장과 청년수당을 응원하는 피켓 제작과 응원 영상을 촬영했다. 영상에서 약 50명의 청년들은‘여러분은 지금 박원순의 X-File을 시청하고 있습니다.’라고 외치며 박원순 서울시장이 직접 진행하고 있는 방송 프로그램 ‘원순씨의 X-FIle’을 응원했다.
박원순 서울시장이 청년문화포럼을 응원하는 영상에서 '청년이 미래이고 희망'이란 말에 보답을 하기 위함이며, 청년들과 함께 직접 만든 피켓들을 전달했다.

#### 방학천 퇴폐업소 탈바꿈 프로젝트
청년들이 직접 능동적으로 지역사회를 바꾸기 위한 목적으로 도봉구 방학천에 위치한 퇴폐업소를 문화거리로 탈바꿈 하는 프로젝트를 추진중이다. 방학천의 대한 현장답사와 앞으로의 변화를 위하여 도봉구에 거주하는 청년들뿐만 아니라 지역 각지의 청년들이 함께 모여 프로젝트를 추진중이다. 장애우들도 함께 즐길 수 있는 거리를 만들기 위한 '점자거리', 기존의 것을 살리기 위한 명소 만들기 목적의 '현대판 한국민속박물관' 등을 제시하며 진행중인 장기 프로젝트이다.

#### 동북4구 청소년 파티
청년과 청소년이 함께하는 크리스마스 파티 '미리ON크리스마스 -첫눈을 너와 맞다니'라는 이름의 문화 행사이다. 도봉구 주최, 청년문화포럼 주관으로 열렸으며 캐리커쳐, 뷰티메이크업, 패션쇼, 역사부루마블, 희망트리 그리고 청춘FC 이제석선수를 초청하여 300여명의 청소년들과 함께 행사를 진행하였다.이동진 도봉구청장이 본 행사장을 깜짝방문하여 직접 캐리커쳐 부스에서 직접 캐리커쳐를 참여하는 등 행사의 열기를 더하였으며 청소년과 청년이 함께 어우러지는 화합의 장을 열어 많은 구민들의 박수갈채를 받은 행사이다.

#### 식민지역사박물관 후원을 위한 청년 프로젝트
2016년 10월, 민족문제연구소와 함께 서대문구 현저동 독립공원에서 진행한 '식민지역사박물관 후원을 위한 청년프로젝트, 리멤버 히어로' 프로젝트이다. 대형 그라피터 퍼포먼스와 건국, 플래시몹 등이 진행되었고 국내 유명 그라피티 아티스트 그룹인 블러디루츠가 독립투사들의 활동상을 형상화하는 대형 그라피티 작품을 현장에서 즉석으로 제작하는 퍼포먼스를 선보였다. 식민지역사박물관은 일제침략과 식민통치, 전쟁동원과 민중의 삶 등 당시 시대상을 알리고 식민지군대화론 등 역사왜곡을 저지하는 전시 교육 공간으로 활용될 예정이며, 다양한 역사 알리기를 위한 활동이다.